# Law of the Pampas
Law of the Pampas és una pel·lícula western estatunidenca de 1939 dirigida per Nate Watt i escrita per Harrison Jacobs. La pel·lícula és protagonitzada per William Boyd, Russell Hayden i Sidney Toler. La pel·lícula va ser estrenada el 3 de novembre de 1939 per Paramount Pictures. Steffi Duna, d'origen hongarès, interpreta una senyoreta argentina.

## Argument
Hoppy i el seu amic Lucky es dirigeixen a Sud-amèrica per cuidar un ramat de bestiar venut pel cap de Cassidy a un ramader argentí. Ralph Merritt vol apoderar-se d'aquest bestiar, i contracta tot de personatges de mala vida.

## Repartiment
- William Boyd com Hopalong Cassidy
- Russell Hayden com Lucky Jenkins
- Sidney Toler com Don Fernando 'Ferdy' Maria Lopez Ramirez
- Steffi Duna com Chiquita
- Sidney Blackmer com Ralph Merritt
- Pedro de Cordoba com Señor Jose Valdez
- William Duncancom Buck Peters
- Anna Demetrio com Dolores Ramirez
- Eddie Dean com Curly
- Glenn Strange com Slim
- Martí Garralaga com Bolo-Carrier (sense acreditar)